# Laureana Cilento
Laureana Cilento är en ort och kommun i provinsen Salerno i regionen Kampanien i Italien. Kommunen hade 1 180 invånare (2017).